# Astra (album)
| Recensione              | Giudizio      |
| ----------------------- | ------------- |
| AllMusic                | [ 1 ]         |
| Progarchives.com        | [ 2 ]         |
| Sputnikmusic            | 2.5 (Average) |
| Dizionario del Pop-Rock | [ 4 ]         |
| 24.000 dischi           | [ 5 ]         |

Astra è il terzo album in studio del gruppo rock britannico Asia, pubblicato nel novembre del 1985.
L'album si classificò al sessantottesimo posto della classifica britannica Official Charts ed al sessantasettesimo posto della classifica statunitense Billboard 200.
Il brano contenuto nell'album (e pubblicato come singolo) Go raggiunse il quarantaseiesimo posto della Chart Billboard Hot 100.

## Tracce
Lato A
Testi e musiche di John Wetton e Geoff Downes, eccetto dove indicato.
1. Go – 4:06
2. Voice of America – 4:26
3. Hard on Me – 3:35 (John Wetton, Geoff Downes, Carl Palmer)
4. Wishing – 4:15
5. Rock and Roll Dream – 6:51

Lato B
Testi e musiche di John Wetton e Geoff Downes, eccetto dove indicato.
1. Countdown to Zero – 4:14
2. Love Now till Eternity – 4:10
3. Too Late – 4:11 (John Wetton, Geoff Downes, Carl Palmer)
4. Suspicion – 3:46
5. After the War – 5:09

## Formazione
- John Wetton - voce, basso
- Geoff Downes - tastiere
- Mandy Meyer - chitarra
- Carl Palmer - batteria

Note aggiuntive
- Mike Stone (per la Mike Stone Enterprises Ltd) e Geoff Downes - produttori
- John David Kalodner - produttore esecutivo
- Registrazioni effettuate al: Westside Studios, The Townhouse Studios ed al Sarm West Studios di Londra (Inghilterra)
- Mike Stone (per la Mike Stone Enterprises Ltd) e Alan Douglas - ingegneri delle registrazioni
- Mike Stone, Greg Ladanyi, Alan Douglas e Asia - mixaggio
- Brian Lane - management
- Roger Dean - design copertina[11]